# Paradoks Hilberta
Paradoks Hilberta – paradoks opisany przez Davida Hilberta w celu ilustracji trudności w intuicyjnym rozumieniu pojęcia "ilości" elementów zbioru z nieskończoną liczbą elementów. Paradoks ten znany jest też pod nazwą paradoksu Grand Hotelu lub paradoksu hotelu Hilberta.
Wyobraźmy sobie, że jesteśmy portierem w Grand Hotelu, w którym jest nieskończona liczba pokoi. Wszystkie pokoje są już zajęte, gdy przychodzi do nas kolejny klient chcący wynająć pokój. Wydawałoby się, że sytuacja jest bez wyjścia i musimy klienta odprawić z kwitkiem. Na szczęście nasz hotel ma nieskończoną liczbę pokoi, więc możemy wykonać sprytny trik: klienta z pokoju numer 1 przekwaterujemy do pokoju nr 2, tego z pokoju nr 2 do pokoju nr 3, itd. Ogólnie można powiedzieć, że dokonujemy przekwaterowania klientów z pokojów n do pokojów n+1. W ten sposób wszyscy nasi wcześniejsi klienci mają gdzie mieszkać, a my mamy wolny pokój nr 1, do którego możemy zakwaterować naszego nowego gościa. Tak więc, mimo że hotel był pełny, znalazło się miejsce dla nowego klienta...
Będąc portierem w naszym nieskończonym hotelu mamy jeszcze więcej możliwości. Nawet jeśli przyjedzie do nas nieskończona (ale przeliczalna) liczba autobusów z nieskończoną (przeliczalną) liczbą klientów w każdym z nich, to nadal możemy ich wszystkich zakwaterować dokonując kolejnego, nieco bardziej złożonego triku z zamianami pokojów: najpierw trzeba opróżnić pokoje hotelowe z nieparzystym numerem poprzez chwilowe umieszczenie ich gości w np. autobusie nr 1. Klientów z autobusu nr 1 umieszczamy tymczasem w pokojach z numerami 3n, gdzie n to np. numery miejsc w autobusie (wszystkie te pokoje będą nieparzyste, czyli już wcześniej opróżnione). Potem umieszczamy klientów z autobusu 2 w pokojach o numerach 5n. Następny autobus pójdzie do pokojów 7n. Ogólnie, będziemy umieszczali klientów kolejnych autobusów w pokojach m(n)n, gdzie m(n) to kolejne liczby pierwsze. Potęgi liczb pierwszych większych od 2 są nieparzyste, a że zbiory kolejnych potęg liczb pierwszych są parami rozłączne, więc nie ma ryzyka, że poślemy nowych klientów do już zajętych pokojów. Wreszcie klientów, wcześniej wykwaterowanych z pokojów nieparzystych, wysyłamy do pokojów o numerach m(n+1)n i wszyscy są już rozlokowani.
Opisany tu paradoks nie jest sprzeczny z logiką, lecz tylko z intuicyjnym pojmowaniem liczby elementów w zbiorach nieskończonych. Pokazuje on tylko, że moc przeliczalnych zbiorów nieskończonych jest zawsze jednakowa, nawet wtedy, gdy dany zbiór jest podzbiorem innego zbioru. Np. zbiór liczb nieparzystych dodatnich ma taką samą moc (jest równoliczny) ze zbiorem liczb naturalnych, mimo że jest jego podzbiorem.